# Haworthia mollis
Haworthia mollis är en grästrädsväxtart som beskrevs av M. Hayashi. Haworthia mollis ingår i släktet Haworthia och familjen grästrädsväxter. Inga underarter finns listade i Catalogue of Life.